# Силиштеа (Калараш)
Силиштеа (рум. Siliștea) насеље је у Румунији у округу Калараш у општини Ваља Арговеј. Oпштина се налази на надморској висини од 41 m.

## Становништво
Према подацима из 2002. године у насељу је живело 812 становника, од којих су сви румунске националности.